# Anele Ngcongca
Calvin Anele Ngcongca (Kaapstad, 21 oktober 1987 – Mtunzini, 23 november 2020) was een Zuid-Afrikaans voetballer die als verdediger speelde.

## Clubcarrière

### FC Fortune
Anele begon zijn carrière in de plaatselijke ploeg FC Fortune. In 2005 kwam toenmalig Anderlecht-trainer Hugo Broos hem scouten en wilde hem kopen, maar na diens ontslag wilde zijn opvolger Franky Vercauteren niet weten van een transfer.

### KRC Genk
In 2007 wist hij wel een contract te versieren bij KRC Genk. Na de heenwedstrijd tegen het Portugese Porto (0-3) in de laatste voorronde van de Europa League wist Anele zich in de kijker te spelen van een aantal Europese topclubs waaronder het Engelse Manchester City. In het seizoen 2010/2011 werd hij met Genk kampioen. In het seizoen 2011/2012 speelde hij met Genk Champions League. In zijn laatste contractjaar bij Genk werd Ngcongca verhuurd aan het Franse AC Troyes.

### Mamelodi Sundowns
In de zomer van 2017 keerde hij terug naar zijn thuisland om er voor Mamelodi Sundowns te gaan spelen, waar hij 4 seizoenen zou spelen. In juli 2020 maakte KSV Roeselare bekend dat Anele een tweejarig contract gesloten had met de club. Dit werd echter door de zaakwaarnemer van de speler ontkend, Anele had juist zijn contract bij Mamelodi Sundowns verlengd. In november 2020 werd hij voor het seizoen 2020/21 verhuurd aan AmaZulu FC.

## Overlijden
Ngcongca overleed op 23 november 2020 op 33-jarige leeftijd aan de gevolgen van een auto-ongeluk op de N2 bij Mtunzini. Na de dood van Anele besliste zijn Belgische ex-club KRC Genk om zijn voormalig rugnummer 16 nooit meer aan iemand anders toe te wijzen. Toenmalig Genk-speler Elias Sierra wijzigde zijn rugnummer dan ook van 16 naar rugnummer 19.

## Interlandcarrière
Anele Ngcongca speelde tussen 2009 en 2016 in totaal 53 interlands en maakte deel uit van de Zuid-Afrikaanse selectie op het wereldkampioenschap voetbal 2010 en op het Afrikaans kampioenschap voetbal 2013 en 2015.

## Statistieken
| seizoen | club              | land        | competitie            | wed. | goals |
| ------- | ----------------- | ----------- | --------------------- | ---- | ----- |
| 2007/08 | KRC Genk          | België      | Jupiler Pro League    | 3    | 0     |
| 2008/09 | KRC Genk          | België      | Jupiler Pro League    | 14   | 3     |
| 2009/10 | KRC Genk          | België      | Jupiler Pro League    | 33   | 0     |
| 2010/11 | KRC Genk          | België      | Jupiler Pro League    | 40   | 1     |
| 2011/12 | KRC Genk          | België      | Jupiler Pro League    | 37   | 0     |
| 2012/13 | KRC Genk          | België      | Jupiler Pro League    | 26   | 2     |
| 2013/14 | KRC Genk          | België      | Jupiler Pro League    | 36   | 1     |
| 2014/15 | KRC Genk          | België      | Jupiler Pro League    | 30   | 1     |
| 2015/16 | → AC Troyes       | Frankrijk   | Ligue 1               | 20   | 0     |
| 2016/17 | Mamelodi Sundowns | Zuid-Afrika | Premier Soccer League | 10   | 0     |
| 2017/18 | Mamelodi Sundowns | Zuid-Afrika | Premier Soccer League | 14   | 0     |
| 2018/19 | Mamelodi Sundowns | Zuid-Afrika | Premier Soccer League | 18   | 0     |
| 2019/20 | Mamelodi Sundowns | Zuid-Afrika | Premier Soccer League | 19   | 1     |
| 2020/21 | AmaZulu           | Zuid-Afrika | Premier Soccer League | -    | -     |
|         |                   |             | Totaal                | 288  | 8     |

## Palmares
| Nationaal               |    |                  |
| Belgisch kampioen       | 1x | 2011             |
| Beker van België        | 2x | 2009, 2013       |
| Belgische Supercup      | 1x | 2011             |
| Zuid-Afrikaans kampioen | 3x | 2018, 2019, 2020 |
| Beker van Zuid-Afrika   | 1x | 2020             |
| Telkom Knockout         | 1x | 2019             |